# Vangueria silvicola
Vangueria silvicola är en måreväxtart som beskrevs av O.Lachenaud. Vangueria silvicola ingår i släktet Vangueria och familjen måreväxter. Inga underarter finns listade i Catalogue of Life.